# Yuval Avital
Pour les articles homonymes, voir Avital.
 (juin 2015).
Yuval Avital, né à Jérusalem en 1977, est un guitariste et compositeur israélien.

## Biographie
Né à Jérusalem en 1977, il vit à Milan[réf. nécessaire]. Il s'est produit en tant que guitariste à Toronto Performing Arts Center, au Royal Palace de Copenhague, au National Conservatory of China Auditorium et au Miami Art Basel. 
Il est  fondateur du Trialogo Festival et de l'association Magà Global Arts Around the World. Son activité concertiste lui permet de se produire également au Centre Pompidou (Paris), au Palazzo Reale (Milan) et au Teatro Nuovo (Milan), Quinta da Regaleira Palace à Sintra (Portugal) et de réaliser des projets musicaux au Kazakhstan, aux Philippines et en Roumanie.

## Compositions

### Symphonie
- OTOT, pour orchestre de chambre, 5 percussions, 3 accordéons, vidéo et électronique temps-réel[2].

### Œuvre sonore et visuelle
- Kolot Opera : Œuvre visuelle et sonore pour 12 chanteuses traditionnelles, un ensemble de solistes, vidéo et électronique (2008)[3].
- Samaritani Opera : Œuvre visuelle et sonore pour un ensemble de solistes, un chœur de Samaritains, vidéo et électronique (2010)[4].
- LEILIT : Nocturne pour un ensemble de 7 flûtes et 7 accordéons; Piano; solistes; 2 chanteurs (sacerdoces communité Beta - Israël) et vidéo. (2011)[5].

### Compositions pour ensembles indigènes
Les projets pour ensembles indigènes qui réunissent la musique contemporaine et les traditions antiques sont une partie très importante du travail et de la recherche de Yuval Avital. Ces projets invitent au dialogue entre les cultures qui dans l'imaginaire collectif apparaissent comme distantes, tout en valorisant les traditions peu connues.
- Slow Horizons : pour guitare, ensemble traditionnel du Kazakhstan (12 musiciens), ballerines, un narrateur et une vidéo (2006).
- After the darkness : pour cymbales, un chœur d'hommes et un ensemble d'indigènes des Philippines.
- Lefkara Moirai : pour un ensemble traditionnel, 2 chanteurs, guitares, 12 artisans, vidéo, narrateur et électroniques temps-réel.

### Musique de chambre/ Soliste / Orchestre
- Music for 7 N.1 - Cicli (cycles) pour 7 flûtes . En mémoire de Jose Monserrat Maceda (2009-2011).
- Music for 7 N.2 - modus benedictus pour 7 violoncelles . En mémoire de Nusrat fateh ali khan. (2010)
- Music for 7 N.3 - Un porto griggio pour 7 cornes. Dédié à Bjork. (2009)
- Music for 7 N.4 - Al mishkavi pour 7 percussions et 7 voix. Dédié à Shlomo Avital (2008 - 2009).
- Music for 7 N.5 - Sunset pour 7 violons. En mémoire d'Abel Ehrlich (2010).
- Music for 7 N.6 - Horror vacui pour 7 accordéons. Dédié à Pauline Oliveros (2011).
- Sette demoni della siccità, pour piano et percussions (2010).
- Dimdum pour flûte basse (2010)
- Sogno, ombre e paesaggi, sonate pour piano (2010-2011).

### Installations et performances live
- Reka, pour ensemble et mellotrons, Bielle (2006)[6]
- Cariatidi Sonore Première : production spéciale pour le festival Nuit Blanche, gare d'Ostiense, Rome (2007).
- Masà, pour mellotrons, électronique temps-réel, guitare et divers instruments électro-acoustiques en collaboration avec Riccardo Sinigaglia.
- Spaces Unfolded : installation concertiste pour 120 mellotons, 8 enceintes et système d'intelligence artificielle – en collaboration avec Giovanni Cospito.
- Unfolding Space : concert pour guitare électrique et classique, électronique temps-réel et traductions multimédia de l'espace cosmique[7].
- Alpha - Alpha - Uniform, pour 8 enceintes et système d'intelligence artificielle – en collaboration avec Giovanni Cospito (2012).
- Kanaf, pour clarinette basse, mellotons et vidéo. Vidéo de Yuval Avital & Tarin Gartner, Clarinette basse : Paolo de Gaspari (2013).

### Musique pour Danse / Théâtre
- Musique pour les chorégraphies de Cave Canem de Avi Kaiser e Sergio Antonino, pour guitare, électronique temps-réel et chœur de ballerines (Allemagne, 2007).
- Musique pour le spectacle théâtral Una Notte in Tunisia de Vitaliano Trevisan. Metteur en scène - Andrée Ruth Shammah (2011).

### Guitare
Après s'être produit dans divers endroits du monde entier pendant de longues années, Yuval Avital a préféré focaliser son attention sur la création de ses propres compositions originales et sur la collaboration avec des solistes de tradition et de musiques contemporaines, utilisant la guitare classique et électrique et électronique temps-réel. Yuval Avital utilise des éléments dérivants de la tradition des instruments à cordes médiorientaux, de l'Asie Centrale et de l'Extrême-Orient, combinés à des techniques étendues à la guitare classique.

### Collaborations
Le travail de Yuval Avital se concentre sur la recherche de relations interculturelles, basées sur le dialogue comme moyen pour révéler les symétrie cachées et la complémentarité inhérente dans les cultures, qui la rend partie intégrante d'un système universel complexe. Les œuvres de Yuval Avital ont permis l'occasion d'unir, à travers un pont idéal, cultures musicales non-occidentales, artistes traditionnels et dépositaires d'antiques cultures, de l'Afrique à la Chine, de l'Iran à Israël, de la Palestine au Kazakhstan, et tant d'autres encore. Sa recherche vers les nouvelles formes d'expression musicale à travers le dialogue a donné vie à un projet unique en Italie, intitulé Trialogo festival, où les cultures du monde et les artistes contemporains se rencontrent pour créer de nouvelles créations originales et inédites.  

#### Noah Guitar
En 2012, Yuval Avital a commencé sa collaboration avec Noah Guitars, laboratoire de lutherie expérimentale situé à Milan, dans le but de créer une nouvelle et innovatrice guitare électrique sur  ses indications. Le premier modèle a été présenté à Avital en juillet 2012 et utilisé durant la tournée estivale du duo Yuval Avital & Wisam Gibran. Le modèle définitif a été mis en production en 2013. 